# Bolsjaja Vjazanka
Bolsjaja Vjazanka (ryska: Большая Вязанка) är ett vattendrag i Belarus.   Det ligger i voblasten Homels voblast, i den centrala delen av landet, 180 km sydost om huvudstaden Minsk.
I omgivningarna runt Bolsjaja Vjazanka växer i huvudsak blandskog. Runt Bolsjaja Vjazanka är det ganska tätbefolkat, med 54 invånare per kvadratkilometer.